# Colaptes
Colaptes és un gènere d'ocells de la família dels pícids (Picidae ).

## Llista d'espècies
Aquest gènere està format per 20 espècies:
- picot de Tamaulipas (Colaptes aeruginosus).
- picot de capell negre (Colaptes atriceps).
- picot collnegre (Colaptes atricollis).
- picot escapulat oriental (Colaptes auratus).
- picot de capell gris (Colaptes auricularis).
- picot escapulat occidental (Colaptes cafer).
- picot campestre (Colaptes campestris).
- picot de la pampa (Colaptes campestroides).
- picot de capell daurat (Colaptes chrysoides).
- picot andí septentrional (Colaptes cinereocapillus).
- picot de Fernandina (Colaptes fernandinae).
- picot alabarrat septentrional (Colaptes melanochloros).
- picot alabarrat meridional (Colaptes melanolaimus).
- picot escapulat de Guatemala (Colaptes mexicanoides).
- picot de les Bermudes (Colaptes oceanicus).
- picot de Xile (Colaptes pitius).
- picot pigallat (Colaptes punctigula).
- picot de Rivoli (Colaptes rivolii).
- picot olivaci (Colaptes rubiginosus).
- picot andí meridional (Colaptes rupicola).